# Emil und die Detektive

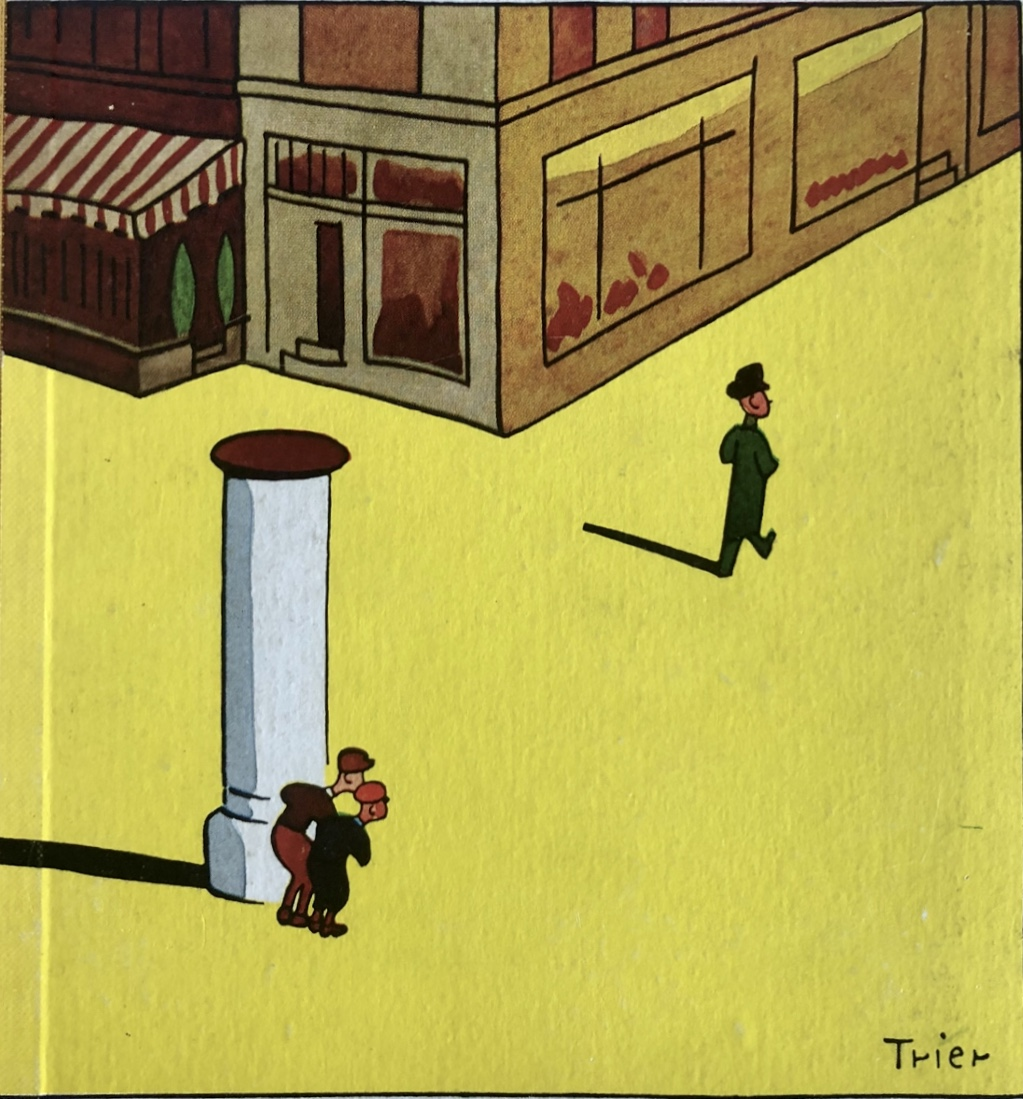
Buchcover von Walter Trier, 1929

Einfarbiger Pappeinband, 1931

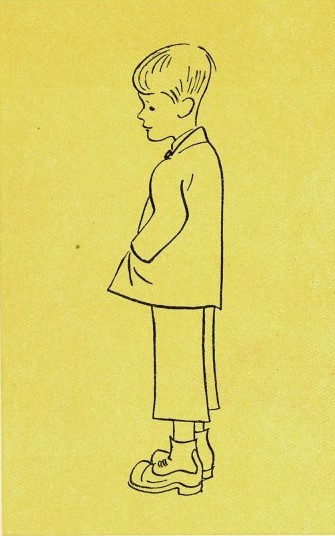
„Erstens: Emil persönlich“

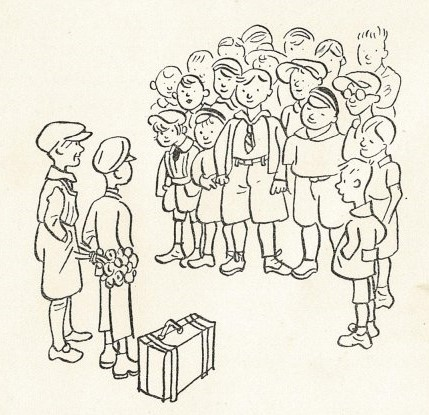
Gustav, Emil und „die Detektive“

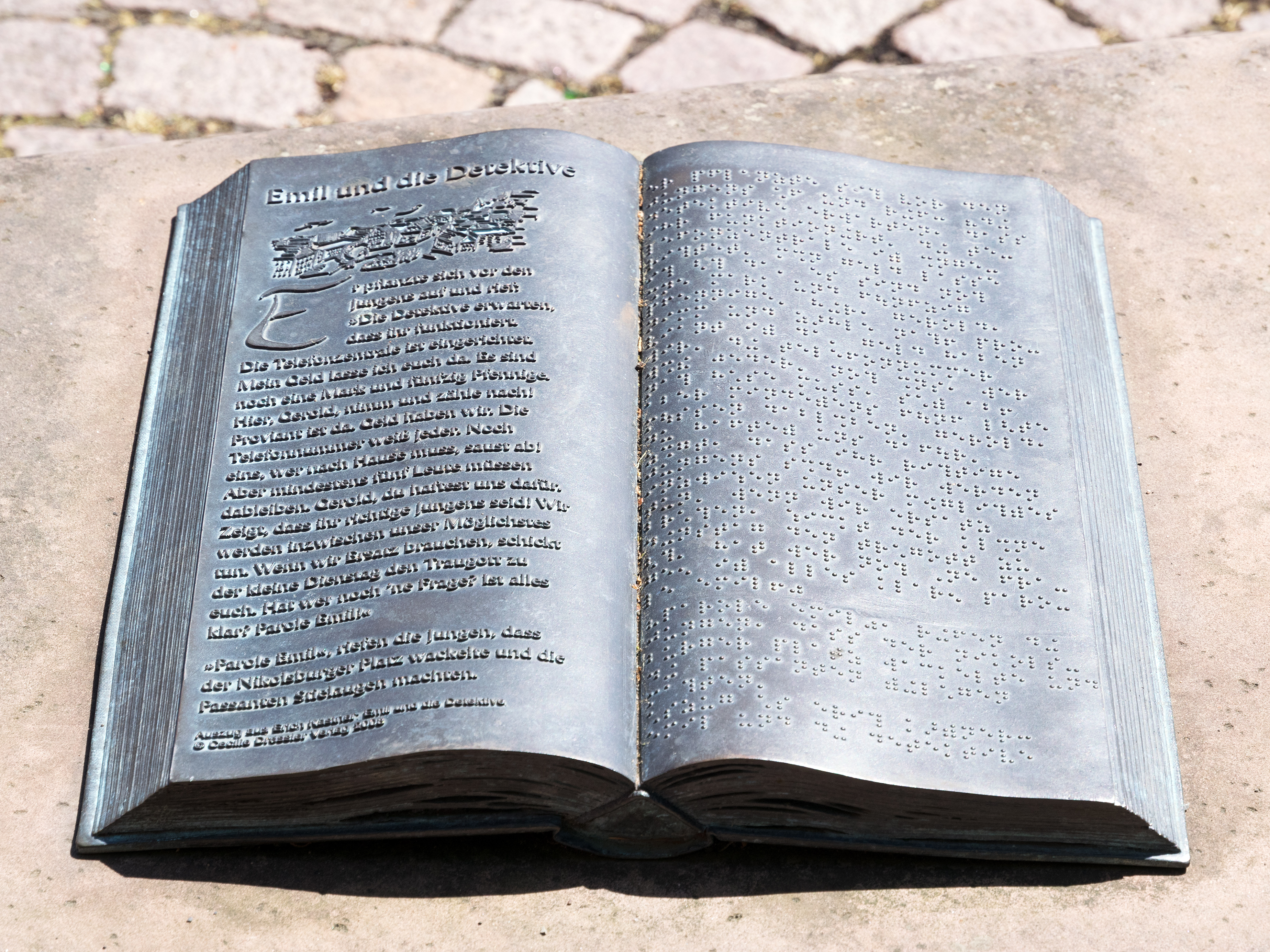
Skulptur in Marburg

Emil und die Detektive (Untertitel Ein Roman für Kinder) ist ein Kinderbuch von Erich Kästner (Text) und Walter Trier (Illustrationen). Das Buch erschien im Herbst 1929 und wurde ein großer Erfolg, der bis heute anhält.

## Inhalt
Der zwölfjährige Emil Tischbein reist aus der heimatlichen Kleinstadt Neustadt erstmals nach Berlin, um Verwandte zu besuchen. Seine Mutter hat ihm 140 Mark zur finanziellen Unterstützung seiner Großmutter mitgegeben. Dieses Geld wird ihm im Eisenbahnabteil von einem Mitreisenden, der sich Grundeis nennt, gestohlen. Da Emil selbst daheim etwas ausgefressen hat, wagt er nicht, sich an die Polizei zu wenden, und verfolgt den Dieb vom Bahnhof Zoo an auf eigene Faust.

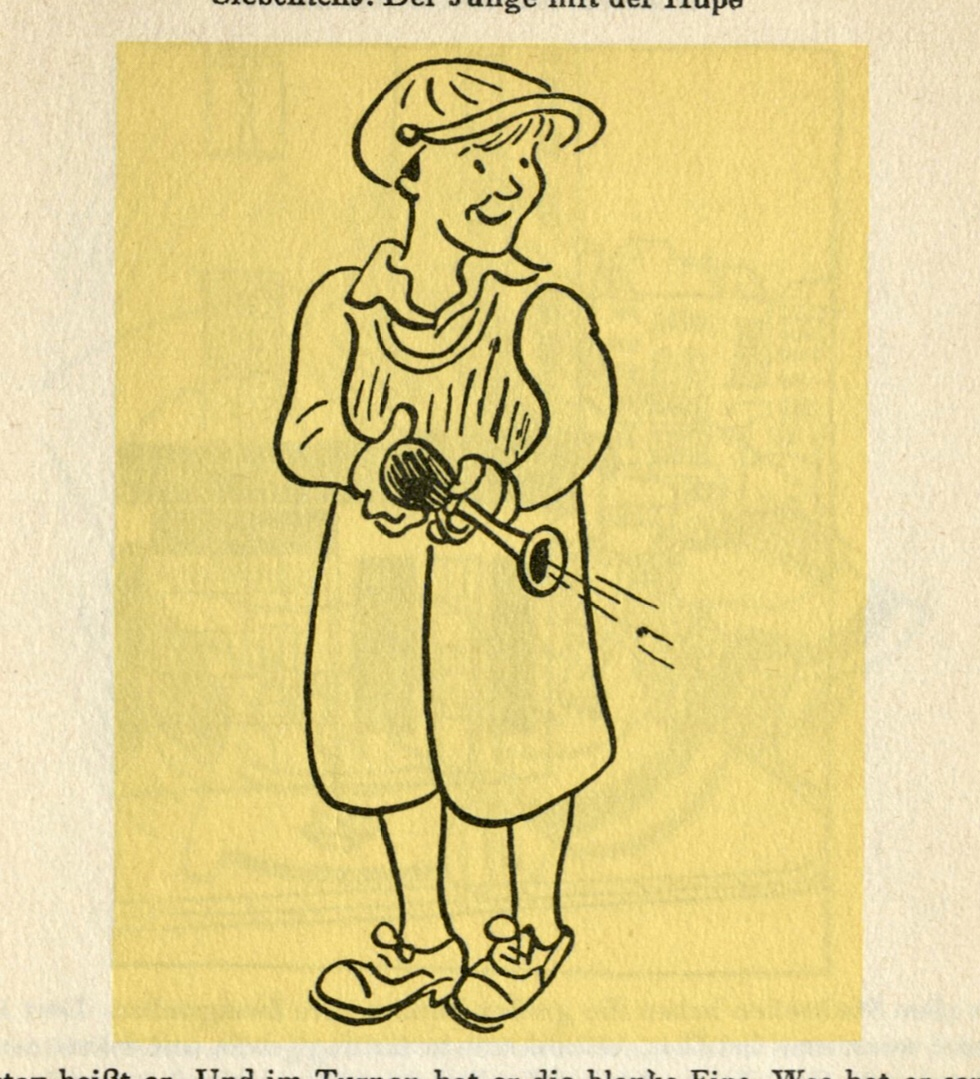
„Siebentens: Der Junge mit der Hupe“ (Walter Trier, 1929)

Er wird von dem gleichaltrigen Berliner Jungen Gustav mit der Hupe angesprochen: „Du bist wohl nicht aus Wilmersdorf?“ Gustav trommelt einige Freunde zusammen, die eine Kriegskasse anlegen und einen Nachrichtendienst organisieren. Als Erkennungszeichen wählen sie „Parole Emil!“. Die Kinderdetektive beschatten den Dieb quer durch Berlin und sammeln Indizien. Dabei kommt es zum Streit, weil manche Jungen die ihnen übertragene Aufgabe nicht erfüllen wollen. Da Emil per Boten seine Verwandten informiert, gesellt sich auch seine Cousine Pony Hütchen zu den Detektiven.
Als der durch die Verfolgung nervös gemachte Dieb die gestohlenen Geldscheine in einer Bankfiliale umtauschen will, wird er von den Detektiven und einer großen Menge Kinder gestellt und der Polizei übergeben. Bei der Untersuchung kommen zunächst die falschen Namen des Diebes auf den Tisch (Grundeis – Müller – Kießling). Dann werden die bei ihm gefundenen Geldscheine dadurch identifiziert, dass sie feine Löcher aufweisen, weil Emil das Geld in seiner Jackentasche mit einer Nadel festgesteckt hatte. Weitere Ermittlungen ergeben, dass Grundeis ein gesuchter Bankräuber ist. Emil bekommt tausend Mark als Belohnung.

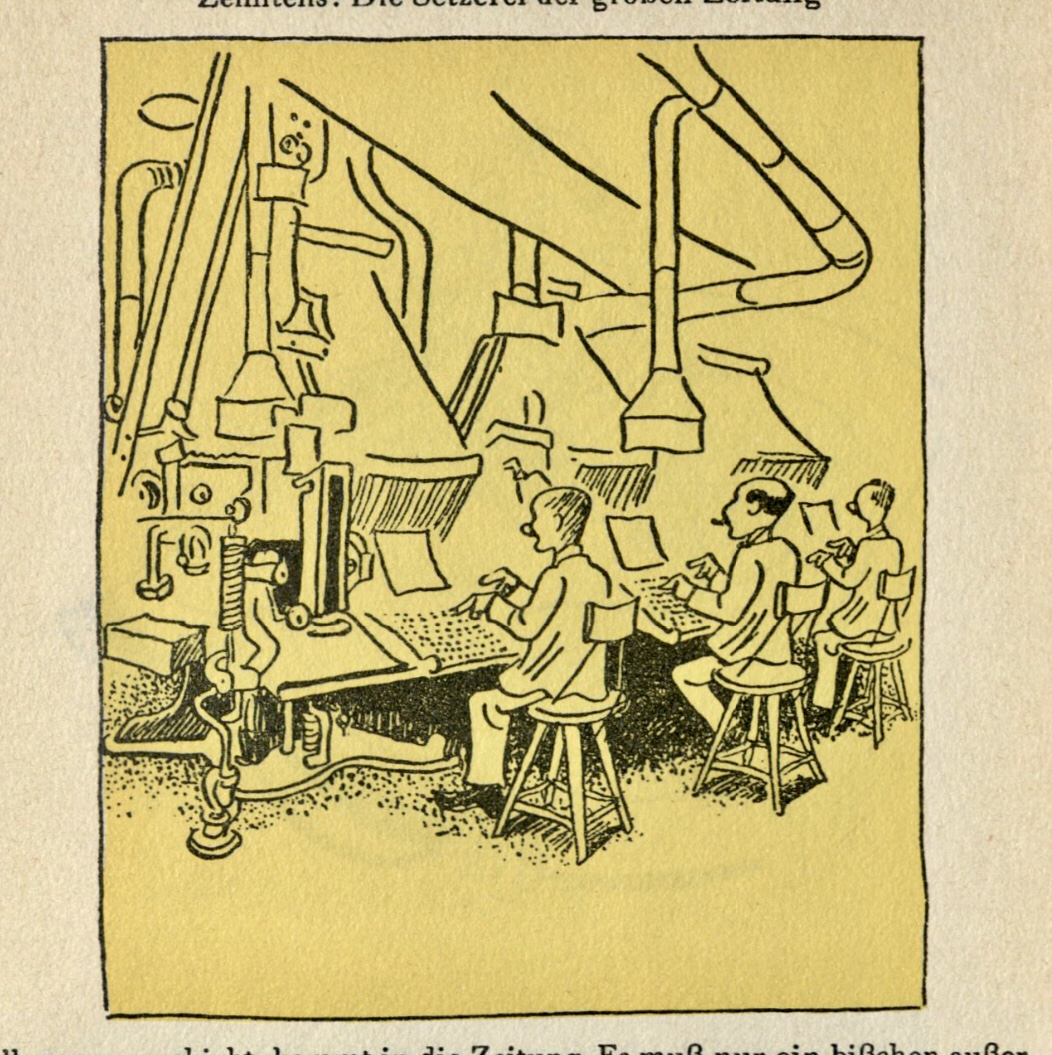
„Zehntens: Die Setzerei der großen Zeitung“ (Walter Trier, 1929)

## Stellung in der Literaturgeschichte
In dem Buch werden Humor, Abenteuer und Milieuschilderung von Kästner bunt gemischt. Der neuartige Ton der Geschichte regte die Kinderliteratur an. Zuvor waren Bücher für Kinder fast durchgehend märchenhaft oder moralisierend oder beides zugleich. Emil und die Detektive gilt in der Literaturgeschichte sogar als das erste moderne Kinderbuch, da erstmals in einem erfolgreichen Kinderbuch Kindern Subjektstatus zuerkannt wurde. Neu war auch, dass hier die soziale Wirklichkeit in einem Kinderbuch dargestellt wird, dass der Roman in einer realistisch beschriebenen Großstadt spielt und dass er in einer kindgerechten Sprache geschrieben ist, mit vielen umgangssprachlichen Wendungen in den Dialogen (und nicht in einer erzieherischen Hochsprache).

### Entstehungsgeschichte
Erich Kästner erzählte später, dass er von Edith Jacobsohn, Verlegerin der Weltbühne, angeregt wurde, für ihren Kinderbuchverlag Williams & Co. ein Buch zu schreiben. Diese Darstellung Kästners hält Sven Hanuschek für eine unglaubwürdige Anekdote, wie jener sie gelegentlich in Umlauf brachte. Denn Erich Kästner hatte schon für die Kinderseite „Beyers ‚Für alle‘“ geschrieben und an einem Weihnachtsstück für Kinder gearbeitet, das er nicht vollendet hatte: Klaus im Schrank oder Das verkehrte Weihnachtsfest. Er hatte zwar zu diesem Zeitpunkt Gedichte veröffentlicht (Herz auf Taille, 1928) und als Redakteur bei Tageszeitungen gearbeitet sowie zahllose Kritiken und Feuilletons verfasst. Jedoch kamen dort auffällig oft Kinder vor.
Innerhalb weniger Wochen entstand die Geschichte von Emil, dem Jungen, der erfolgreich einen gemeinen Dieb und Betrüger durch Berlin verfolgt, der als „Der Herr im steifen Hut“ in die Geschichte eingeführt wird. Kästner, der selbst mit erstem Vornamen Emil hieß, ließ sich bei den Figuren Emils und seiner Mutter von seiner Biographie inspirieren und taucht auch selbst in der Handlung auf – in seinem realen Beruf als Zeitungsjournalist. In der Geschichte griff Kästner auf ein Erlebnis aus seiner Kindheit in Dresden zurück: Dort verfolgte und stellte er eine Betrügerin, die seine Mutter, eine Friseurin, geschädigt hatte. Bei einem Bankeinbruch, der in dem Buch erwähnt wird, könnte er an den Diskonto-Einbruch der Brüder Sass gedacht haben. Im Nachnamen „Tischbein“ des Helden erkennt Stefan Neuhaus einen interkontextuellen Verweis auf die Erzählung von Pinocchio (1883), in der es zu Beginn heißt: „Ich will ein Tischbein daraus machen.“ Kästner deute hier schon an, dass er „mit Fiktion und Wirklichkeit“ spielt.

## Rezeption

### Von 1933 bis 1945
Emil und die Detektive wurde als einziges Werk Kästners 1933 zunächst nicht indiziert oder bei der Bücherverbrennung 1933 in Deutschland verbrannt. Erich Kästner war als einziger der verfemten Schriftsteller bei der Verbrennung seiner eigenen Werke persönlich anwesend. Er wurde erkannt, aber ansonsten nicht behelligt. 1936 wurde allerdings auch Emil und die Detektive von den Nationalsozialisten verboten. Am 17. Februar 1936 beschlagnahmte die Gestapo im Verlag Williams & Co. die letzten zwei Bände von Emil und die Detektive.

### Fortsetzung
Eine Fortsetzung verfasste Kästner unter dem Titel Emil und die drei Zwillinge. Sie erschien 1935 und bis Ende des Jahres wurden über siebentausend Bücher verkauft. Die Geschichte spielt überwiegend an der Ostsee, etwa zwei Jahre nach den Abenteuern aus dem ersten Buch.
Sie wirkt modern, da sie mit Motiven und Figuren aus Emil und die Detektive spielt. Der Erzähler, Emil und seine Freunde sehen den Film Emil und die Detektive an. Selbstreflexivität war damals für Kinderbücher etwas Neues. Das Buch erschien im Ausland und Kästner hoffte (vergeblich), dass es auch in Deutschland verkauft werden könne, weil Emil und die Detektive bis dahin das einzige ausdrücklich nicht verbotene Buch Kästners war.

## Verfilmung
- 1931: Emil und die Detektive, Deutschland, Regie: Gerhard Lamprecht
- 1935: Emil and the Detectives, Großbritannien, Regie: Milton Rosmer
- 1950: Toscanito y los detectives, Argentinien, Regie: Antonio Momplet
- 1954: Emil und die Detektive, Deutschland, Regie: Robert Adolf Stemmle
- 1956: Emil to tantei tachi, Japan, Regie: Mitsuo Wakasugi
- 1958: Pega Ladrão, Brasilien, Regie: Alberto Pieralisi
- 1964: Emil und die Detektive, USA, Regie: Peter Tewksbury
- 2001: Emil und die Detektive, Deutschland, Regie: Franziska Buch

## Hörspiele (Auswahl)
- 1946: Emil und die Detektive. Produktion: Redaktion Schulfunk des Hessischen Rundfunks. Sprecher: Maria Carstens, Joost Jürgen Siedhoff, Kurt Bucheler, Hannelore Hinkel, Heinz Stöwer, Gerd Martienzen, Willi Schneider, P. Jakobi, Peter Schmitz, Kurt Daumisch, Hans Otto Hilke und Paul Schuch[15]
- 1946: Emil und die Detektive. Produktion: Radio Bremen. Hörspielbearbeitung: Heinz Schröter. Technische Realisierung: Stemmer. Regie: Hans Krüger[16]
- 1946: Emil und die Detektive. Produktion: Südwestfunk. Regie: Fiebig. Sprecher: Horst Uhse (Emil), Peter Fitz (Gustav), Renée Lange (Professor), Klaus Kloska (Dienstag), Bobby Horn (Traugott), Anette Roland (Frau Tischbein), Ursula Zache (Frau Wirth / Frau Jacob), Ernst Sladeck (Grundeis), Arno Ebert (Vorsteher / Herr in der Straßenbahn), Ludwig Baschang (Kassierer / Schaffner), Karl Kempf (Wachtmeister) und Hans Goguel (Sprecher)[17]
- 1952: Emil und die Detektive. Produktion: Südwestfunk. Hörspielbearbeitung: James Krüss. Technische Realisierung: Friedrich Wilhelm Schulz und Marlis Kranz. Regie: Gerd Beermann. Sprecher: Käthe Lindenberg, Rainer Hess, Olga von Togny, Wolfgang Golisch, Karl Georg Saebisch, Hanns Bernhardt, Bock, Stephanie Wiesand, Hans Timerding, Margot Müller, Taunert, Gudrun Gewecke, Klaus Friedrich, Doremarie Fritschler, Ernst Sladeck, Freddy Klaus, Erik Bader, Hans A. Hartmann, Tim Elstner, Erich Elstner, Erwin Klietsch, Hans Günther, Friedrich von Bülow, Helene Heift, Paul Dättel, Else Brückner und Herbert Mensching[18]
- 1958: Emil und die Detektive. Produktion: Rundfunk der DDR. Hörspielbearbeitung: Helfried Schöbel. Dramaturgie: Renate Achterberg. Technische Realisierung: Martin Wassner und Frank Berlin. Regieassistenz: Maritta Hübner. Regie: Gerhard Jäckel. Sprecher: Herwart Grosse (Mann im steifen Hut)[19][20]
- 1962: Emil und die Detektive. Vertrieb: Polydor (Erstveröffentlichung). Produktion, Hörspielbearbeitung und Regie: Gertrud Loos. Sprecher: Heinz Reincke (Erzähler), Charlotte Schellenberg (Frau Tischbein), Erna Nitter (Großmutter), Helmut Peine (Grundeis), Manfred Steffen (Kassierer), Friedrich Schütter (Wachtmeister), Klaus von Twadowski (Emil), Charlotte Binder (Pony Hütchen), Michael Wuschik (Gustav), Frank von dem Bottlemberg (Professor), Thomas Braun (Dienstag), Bernd Klopsch (Krummbiegel) und Andreas Mattishent (Mittenzwei)[21]
- 1990: Emil und die Detektive. Produktion: Rundfunk der DDR 1989. Hörspielbearbeitung: Scarlett Kleint und Alfred Roesler. Komposition: Michael Schneider. Dramaturgie: Maraike Wittbrodt. Technische Realisierung: Ingeborg Kiepert. Regie: Norbert Speer. Sprecher: Peter Reusse (Erzähler), Ilja Schierbaum (Emil), Ingo Dittberner (Gustav), Dietrich Körner (Grundeis), Sebastian Oberschmidt, Maria Aulibauer, Timo Tolkmitt, Michael Schmiegel, Katharina Liepach, Gisa Stoll und Armin Mühlstädt[22][23][24]

Des Weiteren wurde 1989 von Karussell eine Hörspielfassung des Filmes von 1954 auf den Markt gebracht. Die hinzugefügten Erzähltexte sprach Dietmar Mues, Georg Haentzschel komponierte die Musik und Gerd Henjes war für die Hörspielbearbeitung zuständig.

## Theater
Kästner richtete den Roman 1930 für Theateraufführungen ein, im gleichen Jahr erfolgte die Uraufführung im Berliner Theater am Schiffbauerdamm. Das Stück ist nach wie vor häufig zu sehen, namentlich im Kinder- und Jugendtheater. Beispiele hierfür sind die Freilichttheateraufführungen in Lübbecke-Nettelstedt (2018, 2008, 1980), Emmendingen (2014), Heessen (2005), Reutlingen (2003), Sigmaringendorf (2001) oder Theater an der Marschnerstraße in Hamburg (2024).

## Vertonung
Das Musical Emil und die Detektive, dessen Musik von Marc Schubring und dessen Libretto von Wolfgang Adenberg stammt, wurde am 12. November 2001 im Berliner Theater am Potsdamer Platz uraufgeführt. Am 6. Oktober 2006 hatte es in der Geburtsstadt des Dichters, an der Staatsoperette Dresden, Premiere. Die Hauptrollen wurden von Dresdner Kindern gespielt. Unter der Regie von Michael Schilhan wurde das Musical in der Spielsaison 2015/16 an der Oper Graz aufgeführt.
Kirsch Hess und Frank Panhans (Bühnenfassung) und Franziska Steiof (Liedtexte) brachten eine eigene Adaption des Romanstoffs auf die Bühne. Die Uraufführung fand 2008 am Jungen Schauspiel in Düsseldorf statt.
2008 zeigte das Ostschweizer Theater Jetzt eine eigene Version, bei der Jugendlichen teilweise selbst die Szenen schrieben. Regie hatte der Theatermacher Oliver Kühn. Das Zürcher Bernhard-Theater brachte eine schweizerdeutsche Fassung dieses Kindermusicals auf die Bühne (Mundart-Bearbeitung durch Erich Vock), die Handlung wurde nach Zürich verlegt und die Uraufführung fand am 16. November 2013 statt.
Mit der Premiere am 8. Januar 2017 wurde auch vom Atze Musiktheater in Berlin unter der musikalischen Leitung von Sinem Altan eine Vertonung des Stückes aufgeführt. Eine Besonderheit der Inszenierung ist die Mitwirkung von Schulklassen bei den Aufführungen.
Im Rahmen des 33. Göttinger Literaturherbsts inszenierte der Tatort-Kommissar Richy Müller zusammen mit dem Göttinger Symphonieorchester am 19. Oktober 2024 eine musikalische Lesung und verband die Besonderheiten des Buches mit klassischen und modernen Stücken wie z. B. der Filmmusik aus Babylon Berlin.

## Spiele
Mehrmals wurde das Buch auch Gegenstand eines Gesellschaftsspiels für Kinder:
- Bereits 1931 erschien beim Verlag Jos. Scholz, Mainz, Emil und die Detektive. Ein spannendes Spiel für Jung und Alt[32]
- 1969 brachte der Otto Maier Verlag unter seinem damaligen Verlagsleiter Erwin Glonnegger das Spiel unter dem gleichen Titel wie der Roman als Suchspiel in Memoryart, bei dem es gilt sowohl Diebe, als auch Geldscheine zu sammeln, heraus.
- 2003 veröffentlichte der Verlag Schmidt Spiel und Freizeit ein von Autor Helmut Walch erdachtes Kinderspiel, das ähnlich dem bekannten Scotland Yard (Spiel) abläuft und zusätzlich deduktive Elemente aufweist. Es erschien ebenfalls unter dem Titel Emil und die Detektive.[33]

## Sonstiges
Zum 100. Geburtstag Kästners gab die Deutsche Post 1999 ein Sonderpostwertzeichen mit einem Motiv von Walter Trier aus Emil und die Detektive mit dem Frankaturwert 300 Pfennig heraus (Michel-Nr. 2035): „Es gibt nichts Gutes außer: Man tut es.“

### Ausstellungen
- Das Typoskript von Emil und die Detektive ist in der Dauerausstellung im Literaturmuseum der Moderne in Marbach ausgestellt.
- 2014: Alles klar Herr Kommissar? Knatterton, Kottan, Emil und andere Detektive, Karikaturmuseum Krems, 6. April bis 16. November 2014.[35]

## Ausgaben

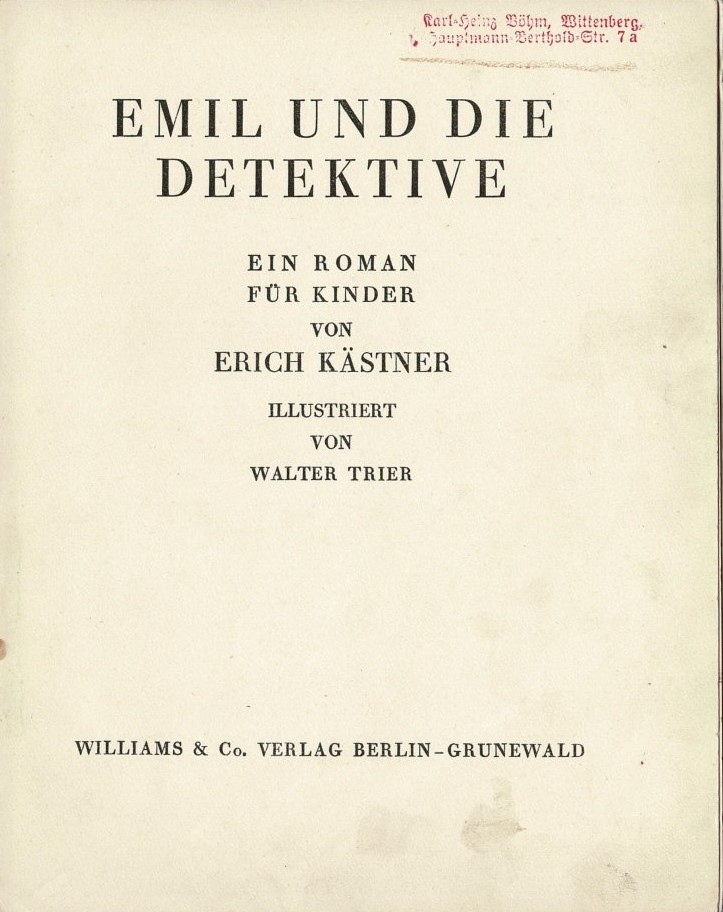
Kartonierte Ausgabe 1931 bei Williams & Co.

- Emil und die Detektive. Ein Roman für Kinder. Williams & Co., Berlin-Grunewald 1929 (Illustrationen von Walter Trier)
- Emil und die Detektive: Ein Roman für Kinder (Illustrationen von Walter Trier). 152. Auflage, Dressler, Hamburg 2010, ISBN 978-3-7915-3012-3.
- Emil und die Detektive. 8. Aufl. 2022, Atrium, Zürich 2018 (Illustrationen von Walter Trier)
- Stephanie Haack: Emil und die Detektive. Die Illustrationen in ausländischen Ausgaben. In: Imprimatur. Ein Jahrbuch für Bücherfreunde. Neue Folge XXI, Gesellschaft der Bibliophilen, Harrassowitz Verlag, München/Wiesbaden 2009, ISSN 0073-5620, S. 47–78 (mit Abbildungen und weiterführenden Anmerkungen).